# Polizeiliche Kriminalprävention der Länder und des Bundes
Die Polizeiliche Kriminalprävention der Länder und des Bundes ist eine Einrichtung aller Polizeibehörden der Bundesländer, des Bundeskriminalamts, der Bundespolizei und der Deutschen Hochschule der Polizei. Gemeinsames Ziel der Bund-Länder-Zusammenarbeit ist die Aufklärung und Verhinderung von Kriminalität, um die Sicherheit der Bevölkerung zu erhöhen.

## Aufgabe
Die Polizeiliche Kriminalprävention hat die Aufgabe, die Bevölkerung, Organisationen, Medien und in der Prävention Tätige über Erscheinungsformen der Kriminalität aufzuklären und Schutzempfehlungen zu vermitteln. Die Themen reichen dabei von Betrug über Diebstahl, Einbruch oder Extremismus bis hin zu Gefahren im Internet, Sexualdelikte oder Zivilcourage. Hierzu werden in bundesweit tätigen Projektgruppen Konzepte, Medien und Initiativen entwickelt. Die Medien und Initiativen stellen das so genannte Programm Polizeiliche Kriminalprävention der Länder und des Bundes (ProPK) dar. Die Publikationen, Kampagnen und Initiativen des Programms sollen bundesweit von allen Polizeidienststellen in ihrer Präventionsarbeit genutzt und umgesetzt werden.
Medien und Kampagnen werden gemeinsam mit externen Fachleuten entwickelt, die das polizeiliche Wissen  ergänzen. Diese fachliche Kooperation soll nicht nur die Qualität der Medien erhöhen, sondern auch die Akzeptanz der Inhalte bei den jeweiligen Zielgruppen steigern. Bundesweit arbeitet die Polizeiliche Kriminalprävention auch mit anderen staatlichen und gesellschaftlichen Stellen zusammen – und trägt so dem Gedanken Rechnung, dass Kriminalprävention eine gesamtgesellschaftliche Aufgabe ist.
Ein Teil der Arbeit ist auch die bundesweite Presse- und Öffentlichkeitsarbeit inklusive Messen sowie die Redaktion der Internetauftritte der Polizeilichen Kriminalprävention. Eine weitere Aufgabe ist die Steuerung des bundesweiten Vertriebs von über 150 Medien an 600 bestell- und lieferberechtigte Polizeidienststellen.

## Struktur
Die Polizeiliche Kriminalprävention der Länder und des Bundes ist dem Arbeitskreis II „Innere Sicherheit“ (AK II) der Innenministerkonferenz nachgeordnet. Die Polizeiliche Kriminalprävention besteht aus den Gremien Projektleitung und Kommission sowie der Zentralen Geschäftsstelle.
Die Projektleitung erörtert Grundsatzfragen der Polizeilichen Kriminalprävention mit länderübergreifender Bedeutung und ist zuständig für das Programm Polizeiliche Kriminalprävention der Länder und des Bundes. Mitglieder sind je ein Vertreter der AG Kripo (Arbeitsgemeinschaft der Leiter der Landeskriminalämter mit dem Bundeskriminalamt), des UA FEK (Unterausschuss Führung, Einsatz, Kriminalitätsbekämpfung), des Bundesinnenministeriums, des Bundeskriminalamtes und der Kommission Polizeiliche Kriminalprävention. Den Vorsitz hat das AK II Mitglied aus Baden-Württemberg.
Die Kommission leistet innerhalb der strategischen Vorgaben der Projektleitung die konzeptionelle Sacharbeit. Dazu haben sich die einzelnen Mitglieder der Kommission jeweils auf bestimmte Themenfelder spezialisiert. Zu den Aufgaben der Kommission gehören die Entwicklung und Umsetzung von Präventionskonzeptionen, die fachliche Gestaltung der polizeilichen Beratungstätigkeit sowie die bundesweite Öffentlichkeitsarbeit. In der Kommission sind alle 16 Bundesländer und der Bund vertreten. Mitglieder sind im Regelfall die Leiterinnen und Leiter der Zentralstellen für Prävention der Landeskriminalämter sowie des Bundeskriminalamts und der Bundespolizei; als beratendes Mitglied nimmt ein Vertreter oder eine Vertreterin der Deutschen Hochschule für Polizei teil. Der oder die Vorsitzende der Kommission wird turnusmäßig aus dem Kreis der Teilnehmenden gewählt und vertritt die Kommission in der Projektleitung Polizeiliche Kriminalprävention.
Die Zentrale Geschäftsstelle mit Sitz in Stuttgart koordiniert als Anlaufstelle alle länderübergreifenden Aktivitäten der Polizeilichen Kriminalprävention im Gremienverbund und im Zusammenwirken mit außerpolizeilichen Präventionsträgern. Sie steuert das Programm Polizeiliche Kriminalprävention und führt die Geschäfte der Projektleitung sowie der Kommission. Darüber hinaus hält die Geschäftsstelle Kontakt zu anderen polizeilichen Gremien.

## Geschichte
Die  ersten Beratungsstellen zum Schutz gegen Einbruch und Diebstahl gab es   1921 in Berlin, und auch aus den folgenden Jahrzehnten sind eine ganze Reihe von kommunalen oder regionalen Vorbeugungsaktivitäten bekannt. Methodisch wurde der Gedanke der aufklärenden Vorbeugung  aber erst  1964 vom Bayerischen Landeskriminalamt weitergeführt: Mit Plakaten, Faltblättern, Presseveröffentlichungen sowie Sendungen in Funk und Fernsehen wurden der Bevölkerung Tipps gegeben, wie sie sich vor Eigentumsdelikten und anderen Straftaten schützen kann.
Diese Idee griffen in der Folge auch die anderen Bundesländer auf, und so beschloss die Arbeitsgemeinschaft der Leiter der Landeskriminalämter mit dem Bundeskriminalamt (AG Kripo), sie möglichst bundesweit zu etablieren. Das so genannte Kriminalpolizeiliche Vorbeugungsprogramm (KPVP), der  Vorgänger des heutigen ProPK,  wurde gegründet. Zunächst bildete sich ein ständiges Redaktionskomitee aus fünf Bundesländern und dem Bundeskriminalamt, den Vorsitz übernahm zunächst das Bayerische Landeskriminalamt. Ab 1970 waren alle Bundesländer vertreten. Dieses Komitee hatte die Aufgabe, der AG Kripo im Voraus die Jahresthemen für das KPVP vorzuschlagen.
Plakate, Faltblätter, aber auch Pressearbeit bei Funk und Fernsehen gehörten von Beginn an zum Standard der Polizeilichen Kriminalprävention. Der Slogan „Die Kriminalpolizei rät“ wurde in den Gründerjahren und noch Jahrzehnte darüber hinaus zum Programm. Das Komitee hatte damals keinen festen Etat. Vielmehr brachten die Länder und das BKA jährlich die Summe an Finanzmitteln ein, mit derer sie sich am Druck der Programm-Medien beteiligten wollten. Im Laufe der Zeit konnte in den 1980er Jahren ein Finanzvolumen von einer halben Million DM eingebracht werden.
Mit den Jahren wuchsen auch die Aufgaben des Kriminalpolizeilichen Vorbeugungsprogramms. Das Redaktionskomitee bekam strategische Verstärkung.  1972 beschloss die Ständige Konferenz der Innenminister und -senatoren der Länder (IMK), eine  Projektleitung für das KPVP einzurichten. Sie hatte die Aufgabe, das Kriminalpolizeiliche Vorbeugungsprogramm finanziell auf eine sichere Basis zu stellen. Das gelang durch ein Finanzierungsabkommen zwischen allen Ländern und dem Bund. Die Geschäftsführung der Projektleitung wurde seinerzeit dem Land Baden-Württemberg übertragen, die dazugehörige  Geschäftsstelle 1975 in Stuttgart eingerichtet. Seitdem ist der oder die Vorsitzende der Projektleitung der Polizeilichen Kriminalprävention traditionell der Landespolizeipräsident oder die Landespolizeipräsidentin Baden-Württembergs.
Der nächste  Schritt zur heutigen Organisationsstruktur folgte 1984. Um die Zusammenarbeit zwischen den einzelnen Länderpolizeien, der Bundespolizei und des Bundeskriminalamts in der Kriminalitätsvorbeugung zu optimieren, wurde das Ständige Redaktionskomitee in eine Kommission Vorbeugende Kriminalitätsbekämpfung (KVK) umgewandelt.
1997 wurde die Polizeiliche Kriminalprävention der Länder und des Bundes in ihrer jetzigen Organisationsstruktur verankert: Es wurde eine Zentrale Geschäftsstelle (ZGS) eingerichtet, die die Geschäfte der Kommission und Projektleitung Polizeiliche Kriminalprävention führt sowie alle bundesweiten Präventionsaktivitäten der Polizei koordiniert – und damit die Zusammenarbeit aller Bundesländer und des Bundes unterstützt. Aus der KVK wurde im Zuge der Umorganisation 1997 die fachlich zuständige Kommission Polizeiliche Kriminalprävention (KPK).
Durch die damalige Umorganisation und die unmittelbare Verzahnung der Gremien Projektleitung und Kommission hat die länderübergreifende Zusammenarbeit eine bessere Struktur und Koordinierung erfahren.